# Maison de Guise
 (juillet 2024).
Si vous disposez d'ouvrages ou d'articles de référence ou si vous connaissez des sites web de qualité traitant du thème abordé ici, merci de compléter l'article en donnant les références utiles à sa vérifiabilité et en les liant à la section « Notes et références ».
La Maison de Guise (prononcé [ɡiz]) était une famille illustre de l'aristocratie française. Branche cadette de la maison de Lorraine, elle marqua l'histoire de France pendant les guerres de Religion.
La maison de Guise a donné naissance à plusieurs rameaux dont ceux des ducs de Guise (aussi détenteurs de la principauté de Joinville, puis du comté d'Eu et du duché de Joyeuse), des ducs de Mayenne (qui furent aussi ducs d'Aiguillon), des ducs d'Aumale, et des ducs d'Elbeuf (qui accédèrent aussi aux comtés d'Harcourt et de Brionne, d'Armagnac et de Marsan, de Charny, ainsi qu'aux principautés de Lillebonne, de Lambesc, de Pons et de Mortagne).

## Prononciation
La francisation des noms propres en France, donne la prononciation ([ɡiz] Guise ou "gui-z" ; "gui" se prononçant comme le prénom Gui (Guy) pour les ducs de Guise, bien que le siège du duché, la ville de Guise, se prononce [ɡɥiz] (Güise, la lettre "u" étant prononcée : [ɡɥiz] en alphabet phonétique).

## Histoire

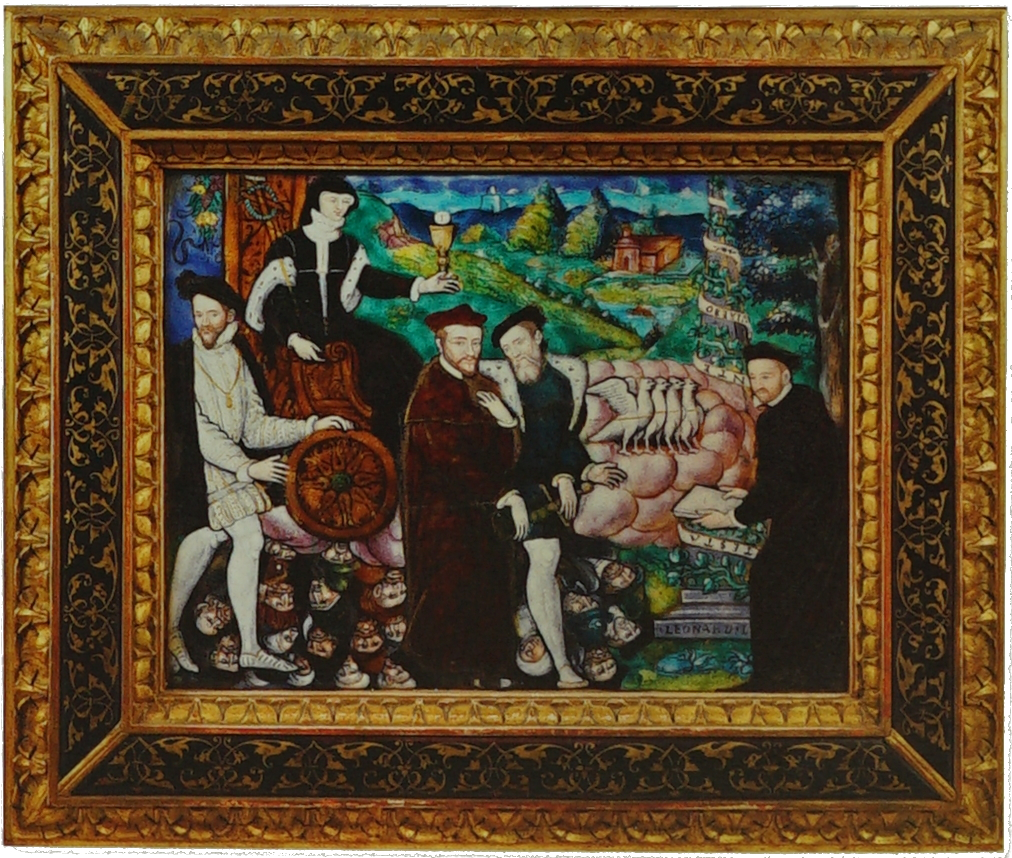
Le triomphe de l'eucharistie et la foi sur l’hérésie, Antoinette de Bourbon, feu son mari Claude de Guise (3e personnage masculin), et au moins deux de ses enfants, émail de Léonard Limosin, Frick collection.

La Maison de Guise est fondée par Claude de Lorraine, second fils du duc René II de Lorraine qui lui lègue toutes les possessions françaises de la Maison de Lorraine, dont Guise, située en Picardie. Claude de Lorraine-Guise est naturalisé français et créé duc et pair par le roi François Ier, il est le premier duc de Guise.
Sa fille Marie de Lorraine-Guise épouse le roi Jacques V d'Écosse, et fut régente d'Écosse durant la minorité de leur fille Marie Stuart.
Issue d'une Maison souveraine étrangère, la Maison de Lorraine, la Maison de Guise conserve jusqu'à son extinction, un statut particulier à la cour de France, intermédiaire entre celui des princes du sang et celui des ducs et pairs. Certaines de ses alliances sont prises dans d'autres dynasties souveraines étrangères, sa position à la cour oscille, selon l'époque, entre une très grande proximité avec le roi de France et une hostilité marquée à son égard, amenant l'exil ou l'emprisonnement.
L'influence des Guise grandit à l'avènement du roi Henri II, en 1547. Proche du roi depuis l'enfance, François de Lorraine-Guise use de ses faveurs et en fait bénéficier toute sa famille. Le prestigieux archevêché de Reims, associé à un titre de prince du Saint-Empire et un titre de duc et pair de France, se transmet d'oncle à neveu, tout comme la pourpre cardinalice. Cette possession empêchera Henri IV de France, une fois qu'il aura abjuré, de se faire sacrer dans la cathédrale de Reims, et il dut se contenter de celle de Chartres.
À l'avènement du roi François II, les Guise tirent parti de leur parenté avec Marie Stuart, épouse du roi, pour accroître leur influence.
Lors du règne de Charles IX les Guise auront un rôle majeur dans le massacre de la Saint-Barthélemy qui se déroule le 24 aout 1572. En effet, ils sont les principaux suspects de la tentative d’assassinat de la grande figure du parti protestant, Gaspard de Coligny, car ils sont de profonds catholiques et ils étaient contre le plan de l’amiral de faire la guerre contre l’Espagne pour unifier les Français catholique et protestant contre un ennemi commun. Cette tentative d’assassinat déclenche la colère des chefs protestants qui réclament justice. Le roi sous l’influence des Guise et des autres partisans du parti catholique ordonne l’exécution des chefs protestants, mais la situation dégénère et c’est l’exécution de tous les protestants au sein de Paris qui commence. La population participe à ce massacre entrainé par les miliciens et les gardes des Guise. Cet évènement causé en partie par les Guise leur amène un gain de pouvoir et d’influence, ainsi qu'aux autres représentants du parti catholique,.
Face à la modération d'Henri III, et parce que les princes de sang avaient embrassé la religion protestante, la maison de Guise parait en championne de la cause catholique et romaine. Elle s'implique dans les guerres de religion, prenant la tête du parti catholique et de la Ligue.
Leurs ambitions frôlent la démesure, tant et si bien que le roi Henri III de France donne l'ordre de faire exécuter sommairement Henri Ier dit le Balafré de Lorraine-Guise ainsi que son frère Louis de Lorraine-Guise, cardinal-archevêque de Reims, respectivement l'avant-veille et la veille de la Nativité 1588.
L'assassinat du duc de Guise provoque le soulèvement d'une partie du peuple contre Henri III, qui meurt à son tour, quelques mois plus tard, sous les coups du moine Jacques Clément.
La famille de Guise doit faire amende honorable après l'entrée d'Henri IV dans Paris, mais conserve assez de prestige pour rester dans le premier cercle de la cour.
Le septième et dernier duc de Guise de la Maison de Lorraine meurt sans enfant et sans descendance en 1675, laissant pour héritière sa tante célibataire Marie de Lorraine-Guise, dite Mademoiselle de Guise. Celle-ci meurt en 1688, cent ans après l'assassinat de son ancêtre.
Sa cousine, la princesse de Condé recueille le duché de Guise dans sa succession et le transmet aux Bourbon-Condé, qui le conservent jusqu'à la Révolution.
Les Lorraine-Guise se sont également transmis la principauté de Joinville, en Champagne, où se trouvait leur sépulture de famille, dans la collégiale Saint-Laurent de Joinville, disparue à la Révolution.
La Maison de Lorraine-Guise compte plusieurs rameaux cadets, ceux des ducs de Mayenne, des ducs d'Aumale, des ducs d'Elbeuf et princes de Lambesc, éteint le dernier en 1825 (Charles-Eugène de Lorraine).

## Filiation
- René II, duc de Lorraine et de Bar, comte de Vaudémont (Angers 2 mai 1451 - Fains 10 décembre 1508)
x Philippe de Gueldre (9 novembre 1467 – Nancy 26 février 1547)
  - Antoine II, duc de Lorraine et de Bar (Bar-le-Duc 4 juin 1489 - Bar-le-Duc 14 juin 1544)
x Renée de Bourbon-Montpensier (1494-26 mai 1539)
(suite de la Maison de Lorraine (ducs de Lorraine et de Bar, grands-ducs de Toscane, Empereurs)
  - Claude de Lorraine, 1er duc de Guise (Condé 20 octobre 1496 - Joinville 12 avril 1550),
x Antoinette de Bourbon-Vendôme (25 décembre 1494 – 22 janvier 1583)
    - Marie de Lorraine-Guise (Bar-le-Duc 22 novembre 1515 – Édimbourg 10 juin 1560)
x Jacques V roi d'Écosse (15 avril 1512 – 14 décembre 1542),
      - James duc de Rothesay (St.Andrew's 22 mai 1540 - St.Andrew's 1541),
      - Marie Ire, reine d'Écosse (Linlithgow 8 décembre 1542 - Fotheringay 8 février 1587)
x (1) François II de France (19 janvier 1544 – 5 décembre 1560)
x (2) Henry Stuart, lord Darnley (7 décembre 1545 – 10 février 1567),
x (3) James Hepburn, comte de Bothwell et duc d'Orkney (1536-1578)
      - (du 2) Jacques VI d'Ecosse, alias Jacques Ier d'Angleterre : Suite des souverains d'Ecosse, puis de Grande-Bretagne et du Royaume-Uni,

    - François, 2e duc de Guise (1519-1563),
x Anne d'Este (16 novembre 1531 – 15 mai 1607)
      - Henri Ier, 3e duc de Guise (31 décembre 1550 – Blois 23 décembre 1588),
x Catherine de Nevers (1548 - Paris 11 mai 1633)
        - Charles, 4e duc de Guise (Joinville 20 août 1571 – Sienne 30 septembre 1640), duc de Chevreuse
x Henriette Catherine, duchesse de Joyeuse (8 janvier 1585 - Paris 25 février 1656)
          - François, prince de Joinville (3 avril 1612 - Florence 7 décembre 1639),
          - Henri II, 5e duc de Guise, précédemment archevêque de Reims (Paris 4 avril 1614 - Paris 2 juin 1664),
x (séparés) Anne de Gonzague de Clèves*
sans postérité
          - Charles, duc de Joyeuse (15 juillet 1618 - Florence 15 mars 1637),
          - Louis, duc de Joyeuse (11 janvier 1622 - Paris 24 septembre 1654),
x Françoise de Valois, duchesse d'Angoulème (27 mai 1631 – 14 mai 1696)
            - Louis Joseph, 6e duc de Guise, duc de Joyeuse (7 août 1650 - Paris 30 juillet 1671),
x Élisabeth Marguerite d'Orléans (Paris 26 décembre 1646 - Versailles 17 mars 1696), abbesse de Remiremont
              - François-Joseph, 7e duc de Guise, duc de Joyeuse (Paris 28 août 1670 - Paris 16 mars 1675),

          - Roger, (21 mars 1624 - Cambrai 6 septembre 1653),
          - Marie, 8e duchesse de Guise, duchesse de Joyeuse, princesse de Joinville (5 août 1615 - Paris 3 mars 1688)
dernière duchesse de Guise de la Maison de Lorraine,
suivie par Henri-Jules de Bourbon, prince de Condé*
          - Françoise Renée, abbesse de Montmartre (10 janvier 1621 - Montmartre 4 décembre 1682),

        - Henri (Paris 30 juin 1572 - 13 août 1574)
        - Louis III, cardinal de Guise, archevêque de Reims (22 janvier 1575 - Saintes 21 juin 1621)
x (illégitime) Charlotte des Essarts, Mademoiselle de La Haye (1580-1651)
(enfants dits de Lorraine)
          - Charles Louis de Lorraine (? - Auteuil 12 juillet 1668), évêque de Condom
          - Achille (1615 - Crête 1648), prince de Guise
          - Henri Hector (1620-1668)
          - Charlotte (?-1664) abbesse de St Pierre
          - Louise (1621 - 5 juillet 1652)

        - Claude, duc de Chevreuse, prince de Joinville (5 juin 1578 - Paris 24 janvier 1657),
x Marie de Rohan-Guémené (1600-1679) (la duchesse de Chevreuse)
          - Anne Marie, abbesse de Pont-aux-Dames (1624-1652),
          - Charlotte Marie (1627-1652)
          - Henriette, abbesse de Jouarre (1631-1693)
Le duché de Chevreuse échoit à Louis Charles d'Albert, duc de Luynes (1620-1690), fils du premier lit de Marie de Rohan

        - François-Alexandre, (7 février 1589 - Château des Baux 1er juin 1614),
        - Renée, abbesse de St Pierre de Reims (1585 - Reims 13 juin 1626),
        - Jeanne, abbesse de Jouarre (31 juillet 1586 - Jouarre 8 octobre 1638),
        - Louise Marguerite (1588 - Château d'Eu 30 avril 1631)
x François de Bourbon, prince de Conti (19 août 1558 - 3 août 1614)

      - Charles, duc de Mayenne dit Mayenne (Meudon 26 mars 1554 - Soissons 4 octobre 1611)
x Henriette de Savoie-Villars (? - Soissons 14 novembre 1611), fille du maréchal de Villars
        - Henri, duc de Mayenne, duc d'Aiguillon (Dijon 20 décembre 1578 - Montauban 16 septembre 1621),
Soissons février 1599 : Henriette de Nevers (23 septembre 1571 - 24 juin 1601)
        - Charles-Emmanuel, comte de Sommerive (Grenoble 19 octobre 1581 - Naples 14 septembre 1609),
        - Catherine (1585 - Paris 18 mars 1618)
x Paris 1er février 1599 Charles Ier, duc de Mantoue et de Montferrat, de Nevers, de Rethel (Paris 6 mai 1580 - Mantoue 21 septembre 1637),
          - François, duc de Rethel (1606-1622),
          - Charles, duc de Mayenne (1609 - 14 août 1631)
x Marie de Mantoue (29 juillet 1609 - 14 août 1660)
            - Eléonore (Mantoue 18 novembre 1628 - Vienne 6 décembre 1686)
x Wiener Neustadt 30 avril 1651 Ferdinand III, empereur romain germanique (1608-1657) (Graz 13 juillet 1608 - Vienne 2 avril 1657)
            - Charles II, duc de Mantoue et de Montferrat, de Nevers, de Rethel, de Mayenne, d'Aiguillon, marquis de Villars, 
comte du Maine, de Tende et de Sommerive (Mantoue 31 octobre 1629 - 14 août 1665)
postérité dans la Maison de Gonzague

          - Ferdinand duc de Mayenne et d'Aiguillon, Marquis de Villars, Comte du Maine, Comte de Tende, 
Comte de Sommerive (1610 - 25 mai 1632),
          - Marie-Louise (Paris 18 août 1611 - Varsovie 10 mai 1667)
x (1) 10 mars 1645 : Ladislas IV, Roi de Pologne (9 juin 1595-20 mai 1648)
x (2) 29 mai 1649 : Jean II, Roi de Pologne (22 mai 1609 - 16 décembre 1672),
          - Bénédicte (1614 - Mantoue 30 septembre 1637)
          - Anne (Mantoue 1616 - Paris 6 juillet 1684)
x (1) (séparés) Henri II de Guise*
x (2) Paris 24 mai 1645 Édouard, comte palatin de Simmern, (La Haye 6 octobre 1624 - Paris 13 mars 1653),
            - Louise-Marie (Paris 23 juillet 1647 - Aix-la-Chapelle 11 mars 1679)
x Asnières 20 mars 1671 Charles Théodore, prince de Salm (27 juillet 1645 - Aix-la-Ch. 10 novembre 1710)
            - Anne 13 mars 1648 - Paris 23 février 1723)
x Paris 11 décembre 1663 Henri-Jules de Bourbon, prince de Condé (Paris 29 juillet 1643 - 1er avril 1709)
1er duc de Guise de la Maison de Bourbon-Condé
            - NC (27 décembre 1650 - 1651)
            - Bénédicte (Paris 14 mars 1652 - Asnières 12 août 1730)
x Hanovre 30 novembre 1668 Jean-Frédéric de Brunswick-Lunebourg (25 avril 1625 - 28 décembre 1679)

        - Renée (? - Rome 23 septembre 1638)
x Mario II Sforza, duc d'Ognano et Segni, comte de Santa Fiora (1594 - Rome 26 septembre 1658)

      - Louis, 3e cardinal de Guise, archevêque de Reims (Dampierre 6 juillet 1555 - Blois le 23 décembre 1588)
x (illégitime) Aimerie de Lescheraine
        - Louis de Guise (14 décembre 1588 - Munich 4 décembre 1631), baron d'Ancerville, comte de Boulay, sénéchal de Lorraine épouse en 1621 
Henriette de Lorraine-Vaudémont (1605-1660) princesse de Phalsbourg et Lixheim

      - Catherine (18 juillet 1552 à Joinville - 6 mai 1596 à Paris), 
x Louis de Bourbon (10 juin 1513 – 23 septembre 1582), duc de Montpensier

    - Charles, cardinal Guise puis de Lorraine (Joinville 17 février 1524 - Avignon 26 décembre 1574)
2e archevêque de Reims, duc de Chevreuse (par achat)
    - Claude, duc d'Aumale (Joinville 18 août 1526 - La Rochelle 3 mars 1573),
x Louise de Brézé (1518-1577)
      - Charles, duc d'Aumale (25 janvier 1555 - Bruxelles 1631),
x Marie de Lorraine-Elbeuf*
        - Anne, duchesse d'Aumale (1600 - 10 février 1638),
x Henri de Savoie, duc de Nemours (1572-1632)
suite par les ducs d'Aumale, Maison de Savoie
        - Marie
x Ambrosio, marquis de Spinola

      - Claude (Chartres 13 décembre 1564 - Saint-Denis 3 janvier 1591)
      - Catherine (Saint-Germain 8 novembre 1550 – 25 juin 1606)
x Nicolas de Lorraine, duc de Mercœur, comte de Vaudémont (1524-1577)
      - Diane (10 novembre 1558 - Ligny 25 juin 1586)
x François de Luxembourg, comte de Piney (?-1638)
      - Antoinette Louise, abbesse de Soissons (Joinville 29 septembre 1561 - Soissons 24 août 1643),
      - Marie, Abbesse de Chelles (10 juin 1565 - 27 janvier 1627),

    - Louis, 1er cardinal de Guise, archevêque de Sens (Joinville 21 octobre 1527 - Paris 29 juillet 1578),
    - François, (Joinville 18 avril 1534 – 6 mars 1563)
    - René, marquis d'Elbeuf (Joinville 14 août 1536 – 14 décembre 1566),
x Louise de Rieux (1531-1570)
      - Charles Ier, duc d'Elbeuf (Joinville 18 octobre 1556 - Moulins 4 août 1605),
x Marguerite de Chabot (1565 - Paris 29 septembre 1652)
        - Claude Eléonore (1582 - Oiron 1er juillet 1654)
        - Henriette (1592 - Soissons 24 janvier 1669), abbesse de Soissons
        - Charles II, duc d'Elbeuf (5 novembre 1596 - Paris 5 novembre 1657)
suite par les ducs d'Elbeuf, Maison de Lorraine-Guise
        - Françoise (1598 - Paris 9 décembre 1626
        - Henri, comte d'Harcourt, d'Armagnac et de Brionne (20 mars 1601 - Royaumont 25 juillet 1666),
x Marguerite-Philippe du Cambout de Coislin (1622-1674)
suite par les comtes d'Harcourt, Maison de Lorraine-Elbeuf

      - Marie de Lorraine-Elbeuf (21 août 1555 – 1605)
x Charles, duc d'Aumale*
      - René (1559-1629)

  - Jean, 1er cardinal de Lorraine
archevêque de Reims, évêque de Toul, évêque de Metz et évêque de Verdun
  - Louis, comte de Vaudémont, évêque de Verdun (Bar-le-Duc 27 avril 1500 - Naples 23 août 1528),
  - François, comte de Lambesc (Bar-le-Duc 24 juin 1506 - Pavie 24 février 1525)